# Achille Laugé

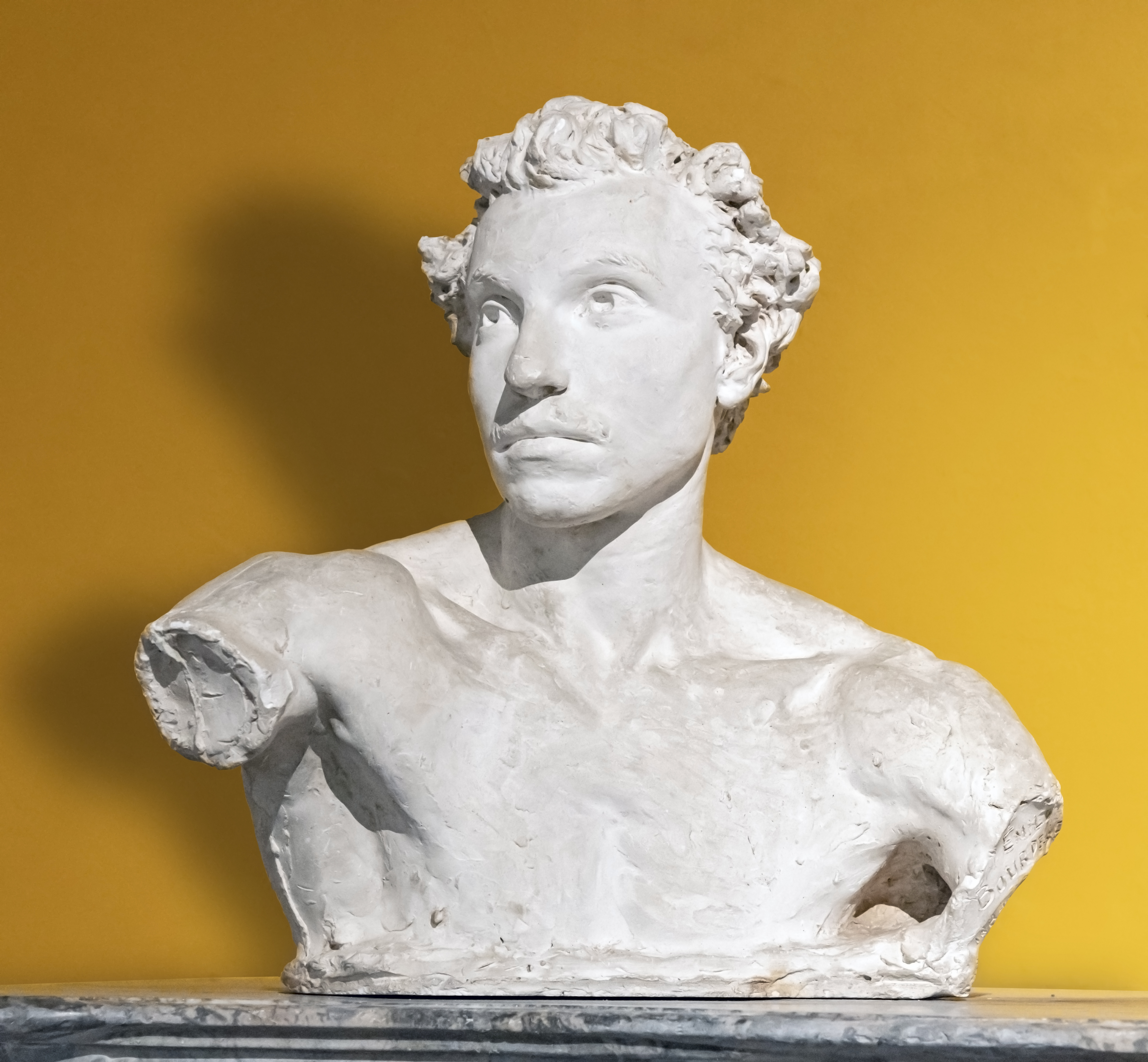
Achille Laugé von Bourdelle

Achille Laugé (* 29. August 1861 in Arzens, Département Aude; † 2. Juni 1944 in Cailhau, Département Aude) war ein französischer Maler des Pointillismus.

## Leben und Wirken
Laugé entstammte einem alten Bauerngeschlecht. Seinen ersten künstlerischen Unterricht erfuhr er während seiner Schulzeit und mit Unterstützung seiner Lehrer konnte er ab 1876 die École des Beaux-Arts von Toulouse besuchen. Während dieser Zeit machte er auch die Bekanntschaft von Antoine Bourdelle, Henri Marre und Henri Martin. Parallel dazu versuchte er eine Ausbildung als Apotheker, entschied sich aber sehr bald schon für die Malerei.
1881 verließ er die EBA von Toulouse und ging nach Paris. Dort wurde er im darauffolgenden Jahr an der dortigen EBA Schüler von Alexandre Cabanel, später auch von Jean-Paul Laurens. Durch seinen Freund Bourdelle lernte er auch Aristide Maillol kennen, mit dem er sich ein Atelier teilte (Rue de Sèvres).
1891 heiratete Laugé in Paris Marie Agnès Boyer und hatte mit ihr vier Kinder: Pierre (* 1892), Juliette (* 1894), Jeanne (* 1896) und Julien (* 1900).
Freunde und Kollegen, die von der Académie royale de peinture et de sculpture abgelehnt wurden, gründeten im Sommer 1894 die Société des Artistes Indépendants und veranstalteten ihre eigenen Ausstellungen (→Salon des Indépendants). Achille Laugé konnte bereits bei der ersten Ausstellung einige seiner Werke präsentieren und wurde von der Presse wohlwollend besprochen.
Achille Laugé starb am 2. Juni 1944 in Cailhau und fand dort auch seine letzte Ruhestätte.

## Ehrungen
- Die Rue de Achille Laugé in Carcassonne wurde nach ihm benannt

## Werke (Auswahl)

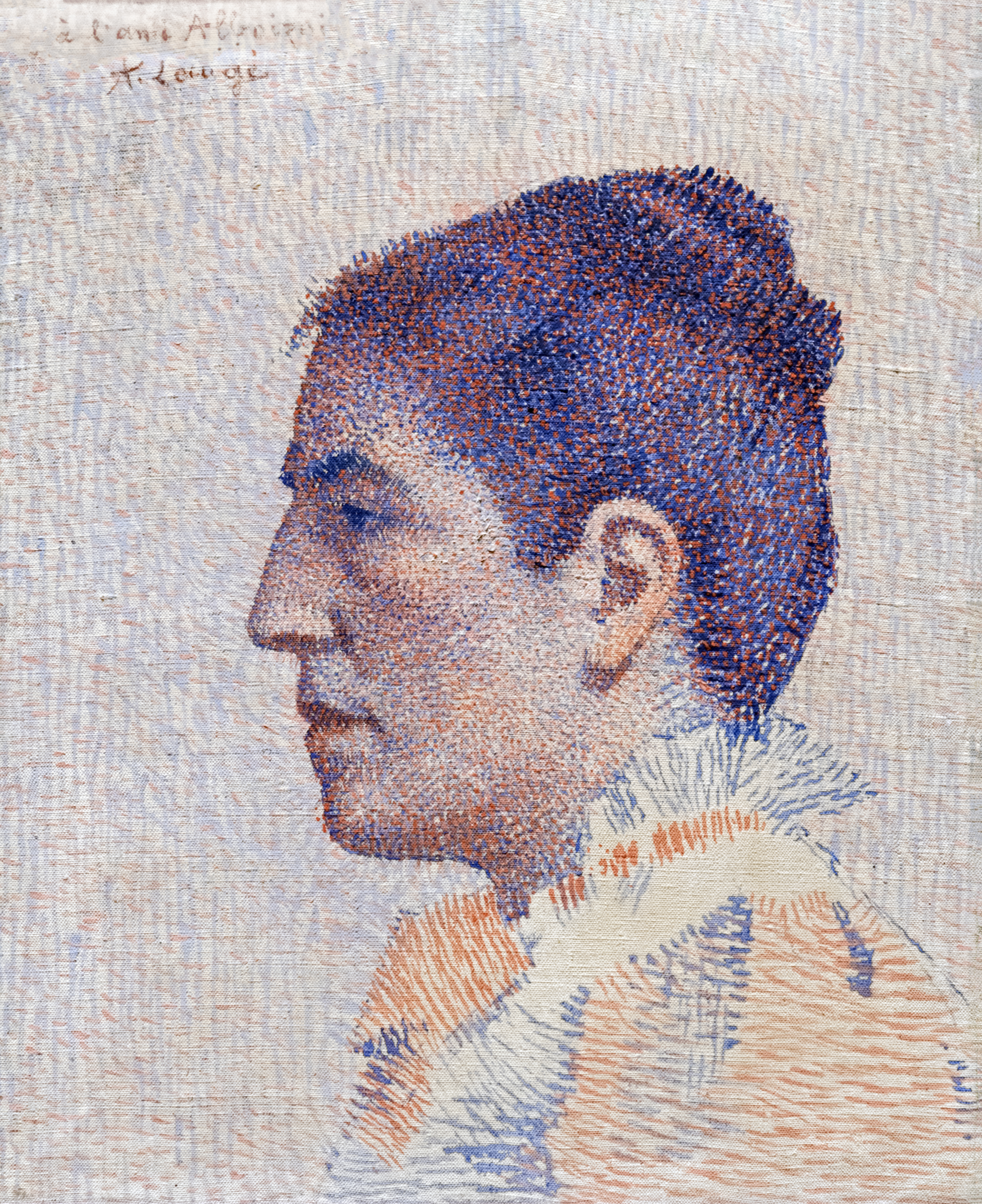
Portrait de femme 1894

- Portrait de femme 1894.
- Devant la fenêtre. 1900.
- Route de Cailhau. 1910.
- Le verger en fleurs. 1917.
- Printemps dans un verger. 1920.
- Les amandiers. 1927.